# Mystika

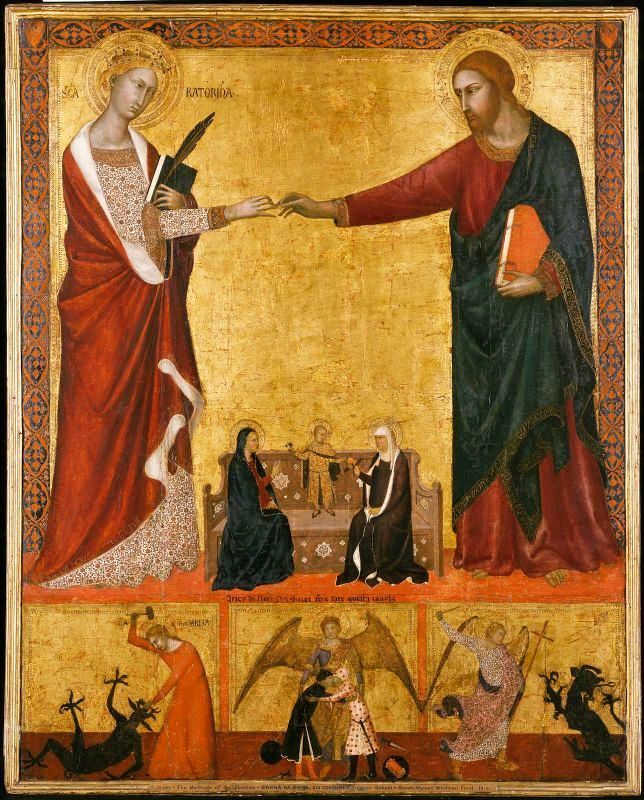
Mystický sňatek sv. Kateřiny Sienské (Barna da Siena, asi 1340)

Mystika (z řeckého slova mystikos - tajemný) je souhrnné označení pro rozmanité duchovní zkušenosti bezprostředního a osobního setkání s božským, pro zkušenost hlubokého tajemství, jež se nedá přímo vyjádřit slovy, a pro různé cesty, jak takovou zkušenost získat. Smysl pro mystiku se otevírá po určitém uvolnění vazeb k předmětnému světu (oproštění), kdy se zjevuje samo bytí.
Slovem mystika se označuje:
1. v užším slova smyslu náboženská praxe, která se odpoutává od smyslového vnímání a všech rušivých představ a směřuje ke zkušenosti setkání, sjednocení nebo dokonce splynutí s Bohem nebo božským;
2. v širším smyslu i jiné cesty k vnitřní duchovní zkušenosti, směřující k osobním zkušenostem hloubky a transcendence;
3. v moderní době nejrůznější způsoby vytržení nebo vybočení z účelové každodennosti, k prožitkům zklidnění, hloubky, celistvosti a podobně;
4. často pejorativně (mysticismus) – zastírání nevědomosti nebo zatemňování skutečnosti předstíraným tajemstvím.

## Charakteristika

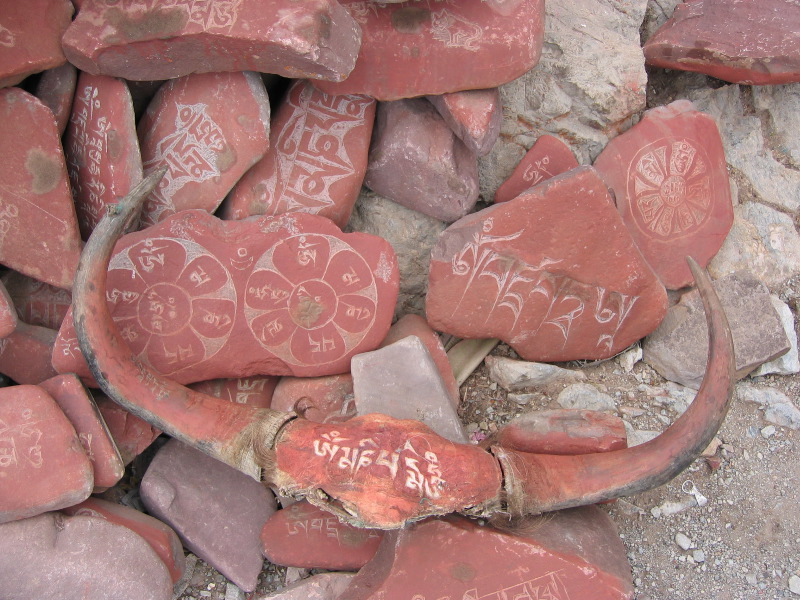
Mantry vyryté v kameni (Tibet)

Jevy a zkušenosti, které označujeme jako mystické, jsou natolik rozmanité, že mystiku nelze definovat. Podle Gerschoma Scholema „neexistuje nějaká mystika vůbec, ale jen různé mystiky – židovská, křesťanská, hinduistická, buddhistická nebo islámská“, každá z nich je utvářena svým vlastním kulturním okruhem a prostředím.
Podstata mystického světového názoru je v nejobecnějších rysech reprezentována představou dvojakosti světa. Tato představa dostává formy různých alternativ - světa materiálního a světa duchovního, světa přirozeného a světa nadpřirozeného.
Jak tedy charakterizovat pojem "mystika" v užším smyslu slova? Georgij Plechanov považuje za hlavní atribut mystiky „víru v možnost bezprostředního kontaktu člověka s božstvem a s duchy vůbec.“ Podle Filozofického slovníku Klause a Buhra je základním bytostním rysem a cílem veškeré mystiky spojení s božským, s boží podstatou, s božstvem, unio mystica. Stejnou definici obsahovala i učebnice Stručné dějiny filosofie:
Mystikou se nazývá schopnost člověka vstupovat do bezprostředního spojení s Bohem, „rozpouštět“ vlastní osobnost v osobnosti Boha. 
 Stručné dějiny filosofie 
V širším slova smyslu je tedy mystika takový výklad bytí, který si v tomto bytí všímá především tajemné, nepostižitelné prapodstaty. V užším slova smyslu chápeme mystiku jako představu či víru v možnost bezprostředního obcování člověka s nadpřirozeným prazdrojem bytí, představu nadzkušenostního či nadsmyslového poznání.
Vztah mezi mystikou a náboženstvím, jakkoli úzký, není ovšem nijak jednoduchý. Známý sovětský historik náboženství Vladimir Bonč-Brujevič kdysi pronesl tento soud o vztahu mystiky a náboženství:
Veškeré víry, ve všech dobách, u všech národů - a je lhostejné, zda šlo o sekty, o ortodoxní náboženské systémy nebo o pravoslaví - vždy měly a mají za svůj základ mystiku.
Vladimir Bonč-Brujevič
Na počátku velkých náboženských hnutí stojí osobní zkušenosti, které lze označit jako mystické. Působení velkých náboženských zakladatelů, Mojžíše, Gautáma Buddhy, Ježíše z Nazaretu nebo Mohameda, začíná obdobím příprav, kdy odcházejí do samoty a na poušť, kdy se postí a přijímají zjevení, které potom hlásají a šíří. Podobné zkušenosti zmiňuje ale také například Martin Luther, René Descartes nebo Blaise Pascal. Jakmile se z nich však vyvine určité náboženské hnutí, které se nutně upevňuje také v institucích, jsou další osobní zkušenosti tohoto druhu v jistém napětí s učením a zákony těchto hnutí. Mohou být zdrojem obnovy a reformy, ale mohou být také odmítnuty a jejich hlasatelé pronásledováni.
William James charakterizuje mystiku čtyřmi charakteristickými rysy:
1. Obsah mystické zkušenosti nelze vyjádřit slovy. Mystikové své zážitky sice popisují, shodují se však v tom, že žádný popis nevyčerpá jejich obsah.
2. Mystická zkušenost sice nepřináší žádné teoretické vědění, přesto má povahu osvícení a náhledu, mystikové zpravidla hovoří o celku světa.
3. Mystik vnímá svoji úlohu jako pasivní; ať se jakkoli připravuje a cvičí, zkušenost přichází sama a není člověkem ovladatelná.
4. Mystické zkušenosti jsou přechodné, přicházejí a odcházejí.

L. Dupré k tomu dodává, že mystická zkušenost integruje různé oblasti života a překračuje různé hranice.
Podle převládajícího typu mystické „cesty“ rozlišuje Dupré
1. mystiku vlastní osoby, Já (Védy);
2. mystiku prázdnoty (nirvána);
3. mystiku obrazů a obraznosti (rané a východní křesťanství);
4. mystiku osobní lásky (středověké a novověké křesťanství, súfismus);
5. eschatologickou mystiku posledních věci (židovství);
6. mystiku přírody a Vesmíru.[4]

## Původ

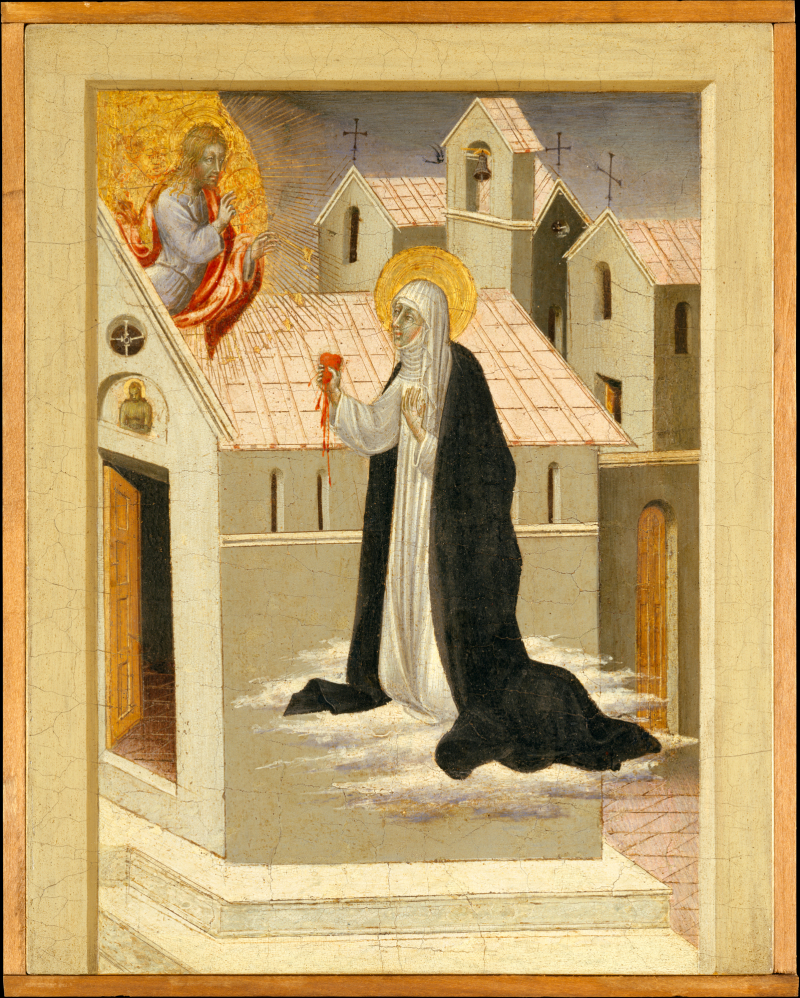
Sv. Kateřina si vyměňuje srdce s Kristem (G. di Paolo, 1460)

Řecké slovo mystikos (plurál ta mystika) původně označuje všechno, co souvisí s tajným kultem a zasvěcením (mystérion – tajný kult pouze pro zasvěcené, mystés – zasvěcenec a myeó – uvádět do tajemství, zasvěcovat), a odvozuje se od slovesa myó, zavírat oči a ústa. Naznačuje tedy jak uzavřenost mystického společenství, tak pasivitu mlčícího účastníka a vyloučení všech vnějších rušivých vlivů. Myó ve významu zavřených očí se vyskytuje už u Homéra, mystéria v uvedeném významu poprvé a to kriticky u Hérakleita (zl. 14). Mystérion později znamená i tajemství vůbec.
V archaických společnostech se účastníci slavností dostávali do „vytržení“ z běžné zkušenosti pomocí postů, tance, zpěvu, sexuality, případně i psychotropními látkami. Souběžně s objevem „vnitřního světa“ a s individualizací člověka v tzv. osové době začíná člověk cítit svoji osamělost, cizotu vůči vnějšímu světu a touží po způsobech, jak je překonat. V této situaci vzniká ve velkých civilizacích Indie, Číny a Řecka mystika v pravém slova smyslu, individuální mystický zážitek bez nápadných vnějších projevů, podporovaný tichem, naprostým soustředěním a nanejvýš monotónní recitací a opakováním modliteb (jako indické mantry nebo modlitba Růžence). V řecké mystice se rozlišují tři kroky na mystické cestě: očištění (katharsis), osvícení (ellampsis nebo epopteia) a sjednocení (henósis).
Platón popisuje „oheň poznání a rozumu“, který „při nejvyšším úsilí, jakého je lidská síla schopna“ nakonec „vyšlehne“; je tedy sice nesdělitelný, nicméně má povahu poznání a jasu. Na to navázala orfická mystika „vysvobození“ a novoplatónská spekulativní mystika (Plótinos, Proklos), která silně ovlivnila starší mystiku křesťanskou. Mystické zkušenosti tedy mohou sahat od setkání s absolutnem neosobním (taoismus, buddhismus, pantheismus) až po sjednocení svrchovaně osobní lásky (Bhagavadgíta, Píseň písní, křesťanská mystika, súfismus).

## Náboženská mystika
V Upanišádách je mystické spojení základu duše (átman) s kosmickou silou bráhman prostředkem jak se vymanit z nekonečného koloběhu narození a splynout s Vesmírem. Tento typ mysticismu se ještě prohloubil v buddhismu, jak mahajánovém, tak čínském a tibetském. Techniku indické mystiky, cesty k mystické zkušenosti, představují různé složky jógy. Starodávný indický mudrc Pataňdžali v Jóga sútře říká, že jóga je „zastavení pohybového principu mysli“. Čínská mystika navazuje na Taoismus a jeho princip pasivity (wu-wei) a zakládá společenskou etiku. V orfismu, patrně ovlivněném indickými směry, jde také o vysvobození z řetězu existencí, kdežto v novoplatónismu je zřetelný příklon ke spekultavivní mystice poznání a osvícení.

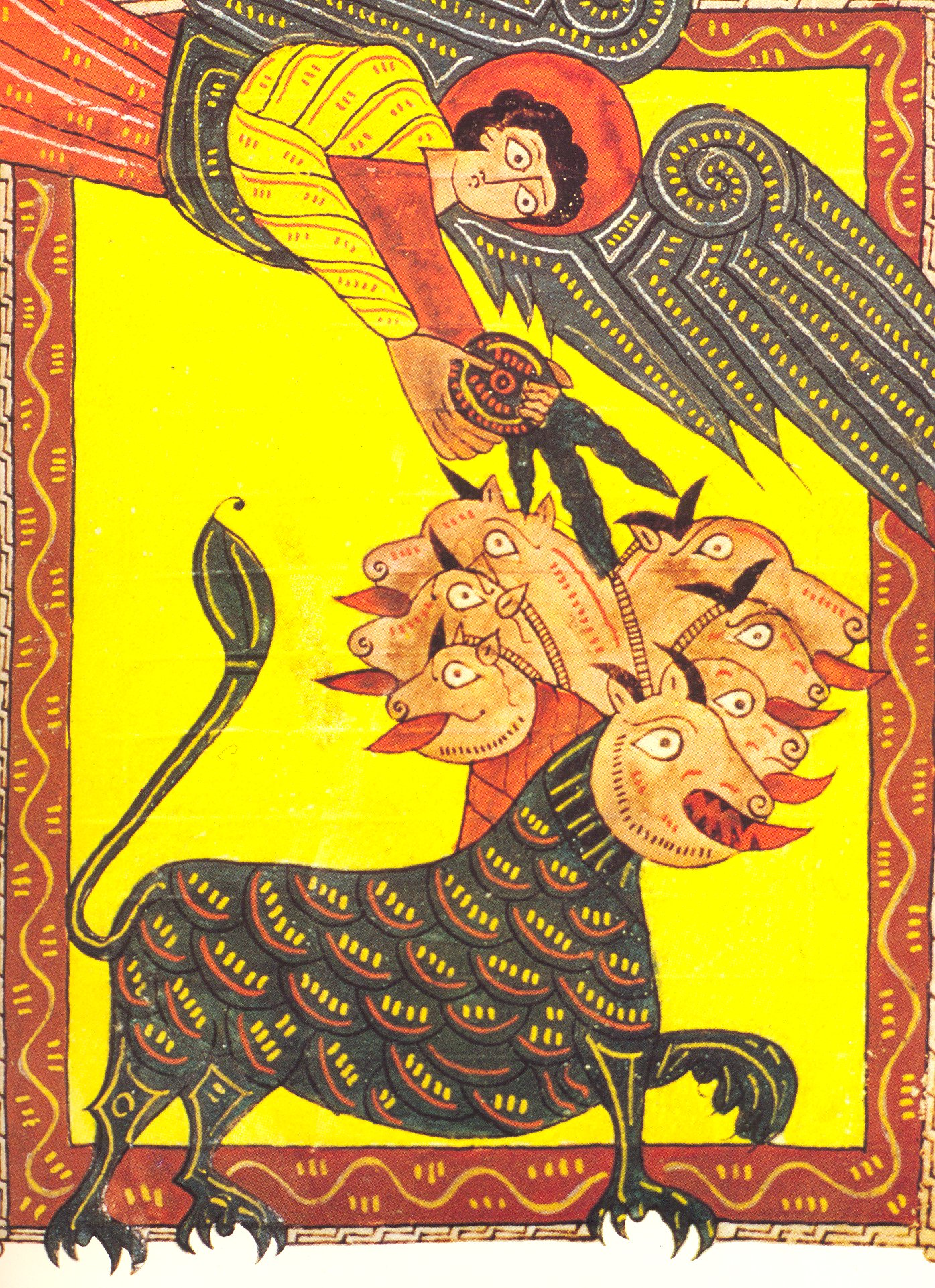
Apokalypsa (B. Escorial, kolem 950)

Počátky židovské mystiky lze hledat už v biblické Písni písní, Izrael však nechápe svůj vztah k Bohu spekulativně, nýbrž historicky – jako Boží jednání v dějinách a jako smlouvu. Židovské texty proto častěji popisují vnější dějství, mystické obrazy a scény (Ezechiel, apokalyptika), než vnitřní osobní zážitky. To se týká i velké části mistrů Talmudu a teprve alegorický výklad Písma platonika Filóna Alexandrijského otevírá cestu spekulace, například v kosmogonii Sefer Jecira (8. stol.). Z myšlenek o symbolické kombinatorice abecedy jako základu kosmického řádu vychází kniha Zohar (13. stol.) a kabala. Jedním z významných proudů novověké židovské mystiky jako životní a náboženské praxe je chasidismus.
Také v Islámu byly mystické proudy v jistém napětí s ostře vymezenou naukou a zákonem. Nicméně sám Korán je výrazem Mohamedovy kontemplativní zbožnosti a askeze a počítá s tím, že některým lidem se Bůh dává poznat ve vnitřním míru duše (například Korán 17,27). V různých směrech islámské mystiky (súfismus) jsou patrné vlivy jak křesťanského novoplatónismu, tak i indické mystiky vysvobození. Súfismus se pak vyvíjí na jedné straně jako spekulativní mystika (Ibn Arabí, al Ghazálí), na druhé straně jako mystika emotivní osobní lásky (Husain al-Haládž, †922). Z moderních autorů publikuje Saíd Husejn Nasr.

## Křesťanská mystika
V křesťanství lze rozlišit mystiku trojího typu:
- jako meditaci nad textem Písma, nad jeho obrazy a tématy (Órigenés, Řehoř z Nyssy, František z Assisi);
- jako projev a zkušenost osobní lásky k Bohu (Augustin, Bernard z Clairvaux);
- jako výsledek úplného ztišení a vyloučení všech představ a obrazů (Mistr Eckhart).[7]

### Starověké kořeny
Nový zákon na řadě míst odkazuje k jednotlivým mystickým zkušenostem Ježíše z Nazareta (např. Mt 11,25; J 12,28), jeho žáků (Sk 2,3) a apoštola Pavla (Sk 9,3nn; ). Ty však jsou zdrojem, nikoli cílem křesťanského života. Tento postoj k mystice je pak pro celou křesťanskou tradici charakteristický.
Úvahy o mystických tématech v křesťanství začínají alegorickým výkladem Bible a navazují tak na Filóna. Zatímco v Novém zákoně převažuje důraz na jednání a vztahy, novoplatónské vlivy vedou ke spekulacím o Bohu, jehož však nelze poznat smyslovými prostředky a o němž podle negativní teologie nelze ani nic kladného vypovídat. Člověku zbývá jen „záporná cesta“ (via negativa) výpovědí o tom, čím Bůh není. Jedním ze zakladatelů křesťanské mystiky v tomto smyslu je Pseudo-Dionýsios Areopagita, který kolem roku 500 napsal knihy O Božích jménech a O mystické teologii. Vycházel z Plótina a Prokla, jejichž myšlenky spojil s biblickými obsahy a tak ukázal, že Bůh není viditelný ani poznatelný, leda ze svého zjevení. Člověk, který se usebere a ztiší, aby ho vnější vjemy nerušily, může však dospět ke zkušenosti setkání, které není zprostředkováno žádnými představami ani obrazy. Toto pojetí mystiky pak postupně převládlo ve vrcholném a pozdním středověku.

### Východní křesťanství
Mystické směry ve východním křesťanství navazovaly zejména na tradici řeckého křesťanského platónismu. Jedním z hlavních byl hésychasmus (řec. hésychia – klid, ticho) se střediskem na hoře Athos; jeho představiteli byli Gregórios Palamas (1296–1395) či v novější době Paisij Veličkovskij (1722–1794).

### Středověké západní křesťanství
Za „zlatý věk“ křesťanské mystiky se pokládá 12. a 13. století, kdy působili např. Bernard z Clairvaux (1090–1152), Hildegarda z Bingenu (1098–1179), František z Assisi (1181–1226), Mechtilda z Magdeburku (1210–1285), Mistr Eckhart (asi 1260–1328), Kateřina Sienská (1347–1380) a další. Meditace a mystika hrají pak velkou roli v soukromé zbožnosti tzv. devotio moderna 14. a 15. století.

### Západní křesťanství v počátcích novověku
Další vrcholy křesťanské mystiky tvoří španělští řeholníci Terezie z Avily (1515–1582) a Jan od Kříže (1541–1591). V protestantském prouduto byli Jakob Böhme (1575–1624) nebo Jan Amos Komenský (1592–1670), jejichž náboženský odkaz vyústil do pietismu.

## Novověká mystika

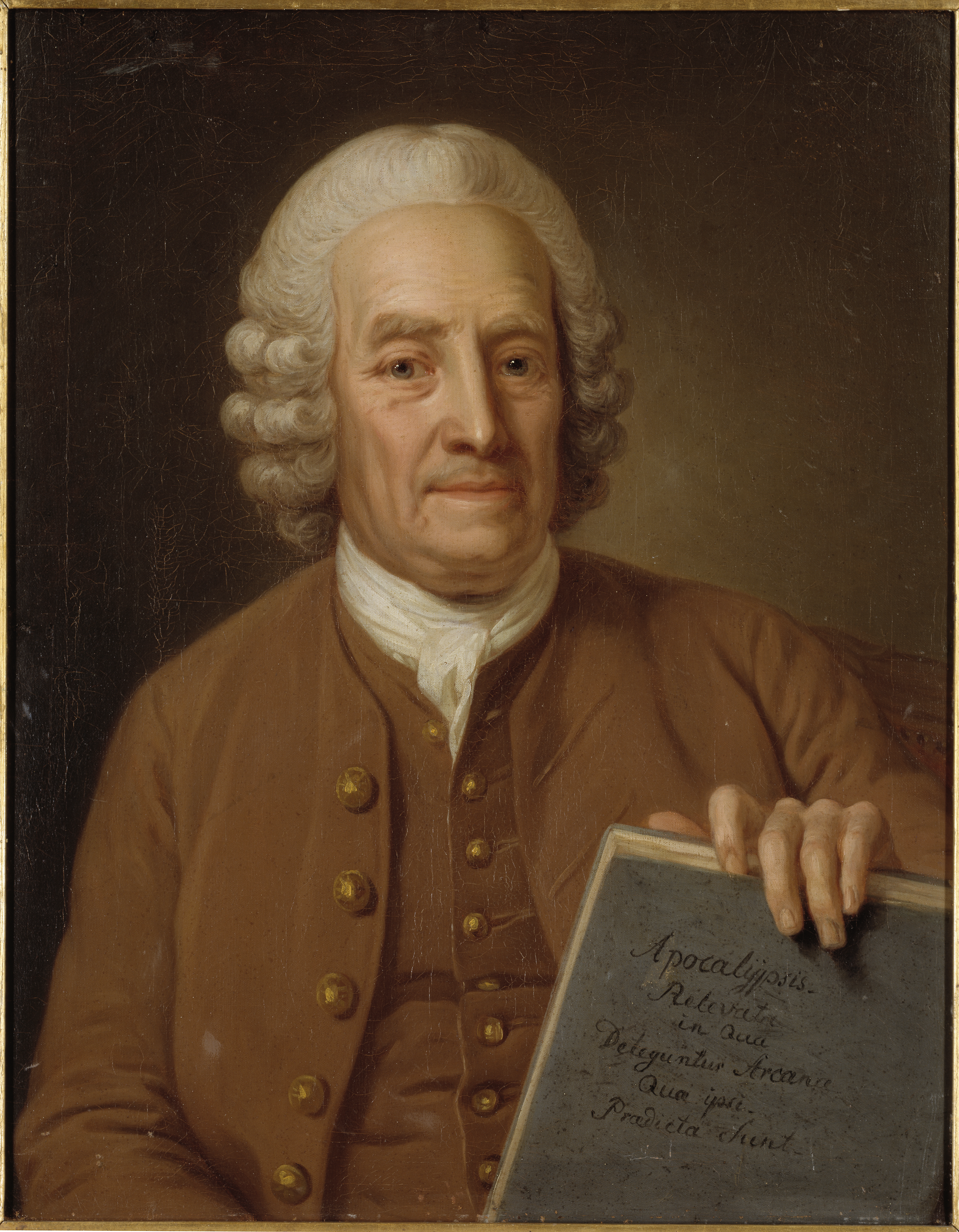
E. Swedenborg (1766)

V jisté opozici vůči převládajícímu racionalismu 17. století stojí pietismus a mystické směry jako rosenkruciáni nebo Swedenborgova církev, které ovlivnily německý idealismus i romantismus. Během 19. století převládl zájem o pozitivní vědění, víra v pokrok a pragmatismus, jež mystiku zatlačily do pozadí. Už kolem roku 1900 se však vynořují různé iracionální mystické proudy, často inspirované východními náboženstvími, jako byla teosofie nebo antroposofie Rudolfa Steinera. Ty měly velký vliv hlavně v uměleckých kruzích v Německu, ale také na psychologii C. G. Junga a jeho žáků.
V širším smyslu hlubokého tajemství světa a Vesmíru použil slovo „mystický“ také filosof Ludwig Wittgenstein, který v závěru svého Traktátu napsal:
„Mystické není to, jak jsou věci ve světě, ale to, že svět jest.“
„Cítit svět jako ohraničený celek – to je mystické.“
„Jsou ovšem věci, jež se nedají vyjádřit slovy. Ty se ukazují samy, jsou mystické.“
Mezi další významné mystiky a jogíny 19. až 20. století patří Šrí Ramana Maháriši, indický mudrc, který po svém duchovním probuzení v 16 letech opustil domov a usadil se na úpatí svaté hory Arunáčaly v Tamil Nadu v jižní Indii. Vyučoval stezce sebedotazování – átmavičáře, kterou považoval za nejrychlejší stezku k vysvobození.

## Hlavní linie výkladu mystiky

### Pozice perenialistická
„Pereniální filosofie“ je specifická filozofie náboženství, podle níž všechny náboženské tradice sdílejí jednu univerzální pravdu. Z této pravdy pak má vycházet veškeré náboženské smýšlení. Tento pohled byl zpopularizován ve 20. století Aldousem Huxleym. Podle Huxleyho je pro správné chápání božského nutné splnit následující podmínky. Člověk se musí stát naprosto milující bytostí se zcela čistým srdcem i duší. Právě takovými lidmi, kterých je jen velmi málo, jsou dle Huxleyho proroci, svatí a filosofové. Pouze oni jsou schopni náhlédnout universální pravdu transcendentna, jež je společná všem náboženstvím. Mezi ně však nepatří pouze „zakladatelé“ velkých světových náboženství, ale právě i inspirovaní mystici. A. Huxley byl významně ovlivněn tzv. neohinduismem. Neohinduismus je moderní interpretace hinduismu, která vznikla v 19. st. jako reakce na západní kolonialismus. Huxley ve své knize Pereniální filosofie definuje tento pojem jako metafyziku rozpoznávající božskou realitu ve všech věcech, žijících bytostech i myšlenkách a jako psychologii, která nachází v duši cosi podobného nebo dokonce identického s boží realitou. Tento fenomén je dle Huxleyho univerzální. Základy pereniální filosofie lze dle něj nalézt v tradicích přírodních národů, stejně tak jako ve velkých světových náboženstvích.

### Pozice kontextualistická
Kontextualistický pohled na mystiku zastával Steven T. Katz. Nesouhlasil s názorem, podle něhož je mystická zkušenost univerzální a je společná nejširšímu okruhu mystiků. Podle takového modelu by mystika byla záležitostí „mezinárodní a mezikonfesijní“. Zkušenostem, které by se za jiných okolností ukázaly být jednoznačné odlišné, by byla přisouzena jednotná forma. Katz prosazoval uznání diference, nesouhlasil se snahou o přiřazení mystických zkušeností k a priori vytvořeným modelům. Díky jeho kontextualismu tak znovu„Bůh může být Bohem, Brahman Brahmanem a nirvána nirvánou, bez jakéhokoliv redukcionistického pokusu ztotožnit pojem Boha s pojmem Brahman či Brahman s nirvánou.

## Současné proudy
Od starší náboženské mystiky se moderní proudy liší hlavně tím, že mystické zážitky pro ně nejsou jen kroky na cestě ke spáse, ale stávají se vlastním cílem. Ke konci 20. století vznikly opět nové mystické směry jako New Age nebo hlubinná ekologie, které se nevztahují k osobnímu Bohu, nýbrž hledají absolutno ve spojení vlastního nitra s přírodou a s Vesmírem. V současné společnosti se ovšem jen těžko brání tomu, aby se „mystické zážitky“ nestaly nabídkou na trhu s odpovídající reklamou atd.
Z mystických praktik v širším slova smyslu je v Česku známá především hathajóga jako systém tělesných cvičení a pozic, která je však ve skutečnosti jen okrajovou disciplínou jógy, sloužící ke zlepšení psychické a fyzické kondice. V současnosti jsou nejčastějšími přístupy Bhaktijóga – cesta citové oddanosti a Džňánajóga – cesta rozumových úvah, doplňkovými cestami jsou Karmajóga – cesta altruistické činnosti, nebo Rádžajóga – „královská“ cesta vůle.
Nejrůznější druhy jógy shrnul ve své práci český mystik 20. až 21. století, spisovatel a překladatel duchovní literatury Ing. Jiří Vacek ve své encyklopedii jógy a mystiky s názvem Řada nejvyšší jóga a mystika. Jiří Vacek vychází převážně z učení Šrí Ramany Mahárišiho, avšak jeho dílo zahrnuje i oblasti křesťanské mystiky, buddhismu a další.
Mezi propagátory východní, mahajánovým buddhismem inspirované mystiky a jógy v Česku patřili Karel Weinfurter, František Drtikol, Květoslav Minařík, Míla Tomášová nebo Eduard Tomáš, známý např. z televizního seriálu Paměti mystika nebo svými přednáškami v pražské Lucerně.
Květoslav Minařík ve svém díle Malý mystický slovník naučný

popisuje mystiku převážně z psychologického a mravního hlediska.
Rozděluje mystiku na křesťanskou a tibetskou.
| „ | Mystika je nauka o splynutí člověka s Bohem. A přece je mystika nauka praktická, protože tkví v psychologii způsobu života. Tedy sice v abstraktních faktorech, ale přece jen ve faktorech, jimiž vlastně každý žije. Kdo tedy nezná psychologii a neumí si ujasnit, že rozhodující jsou city a duševní stavy člověka, tj. cosi nezávislého nebo jen podmíněně závislého na zevních okolnostech, ten nemůže pochopit smysl mystiky a mystického školení vůbec. | “ |

| „ | Křesťanská mystika, která je vlastně mystikou katolickou, očekává, že všechny stavy duševního oprošťování od světa mohou být člověku uděleny Bohem a že tedy člověk sám v této věci nemůže nikdy nic dělat. | “ |

| „ | Tibetská mystika je na rozdíl od křesťanské hloubkovou pozitivní psychologií. Smyslem mystiky je uvést skrytý vnitřní svět do působivé aktivity, aby člověk poznal, že není trpným činitelem na pláni přemáhajícího světa, čili aby se poučil, že je sám tvůrcem svých osudů ovšem jen na základě psychických postojů a hodnot. Zevní události jsou jen výsledkem poměrů subjektu k zevnímu světu. | “ |

| „ | Dalo by se říci: právě mravní kázeň je ukazatelem kvality reformované mystiky. Mravní kázeň sama, i když nemusí vést k žádným domnělým mystickým výsledkům, je vlastně mystika svého druhu, mystika, která poskytuje poznání většinou až na konci života. Vyšší výsledky mystického školení jsou závislé na povznášení mysli k Bohu, z tibetského hlediska pak na oproštění mysli od světa. | “ |

#### Kritické
- (anglicky) „Introduction to Mysticism“
- (anglicky) „A Brief Analysis of Mysticism“ – a skeptical analysis by Hamed Vahidi
- (anglicky) „Buddhism and Mysticism“ from Atheists United